# Ветар
Ветар (индон. Pulau Wetar, англ. Wetar) — самый большой по площади остров архипелага Барат-Дая в юго-восточной части Молуккских островов. В административном отношении входит в состав провинции Малуку.

## География
Расположен примерно в 56 километрах к северу от Тимора, к востоку от острова Алор. От Тимора остров отделён проливом Ветар, а от Алора — проливом Омбай. К юго-западу от Ветара находится маленький островок Лиран; к востоку расположен остров Романг. На севере омывается водами моря Банда. Длина острова составляет 130 км, ширина — 45 км. Площадь Ветара — 3600 км²; максимальная высота — 1412 метров над уровнем моря. Расположенный к северу от Ветара вулканический конус Гунунгапи-Ветар возвышается на 282 м над уровнем океана и формирует отдельный остров.
Вместе с соседними островами Ветар входит в состав биогеографического региона Уоллесия, который отделён глубоководными проливами от азиатского и австралийского континентальных шельфов. На острове водятся 162 вида птиц, 3 из которых являются эндемиками, а 4 находятся под угрозой исчезновения. Количество осадков сильно изменяется в разное время года и зависит от муссона. Большая часть острова покрыта тропическими широколиственными лесами.

## Экономика
Экономика острова основана на сельском хозяйстве. Выращивается кокосовая пальма и другие тропические культуры; развито рыболовство.